# 曾翠红
曾翠红，中华人民共和国政治人物、全国脱贫攻坚先进个人。

## 生平
曾翠红任云南省红河哈尼族彝族自治州泸西县金马镇太平村驻村第一书记、扶贫工作队队长，中国兵器装备集团有限公司云南西仪工业股份有限公司总经理助理。因在脱贫攻坚战中作出突出贡献，2021年2月25日全国脱贫攻坚总结表彰大会上，曾翠红被授予“全国脱贫攻坚先进个人”。